# جامعة تافريسكي الحكومية الزراعية
جامعة تافريسكي الحكومية الزراعية مؤسسة تعليم عالي أوكرانية، (بالأوكرانية: Таврійський державний агротехнологíчний університéт íмені Дмитрá Мотóрного) هي جامعة تقع في زابوروجييه أوبلاست، أوكرانيا. تأسست هذه الجامعة في سنة 1932